# Zbiornik Zempliński

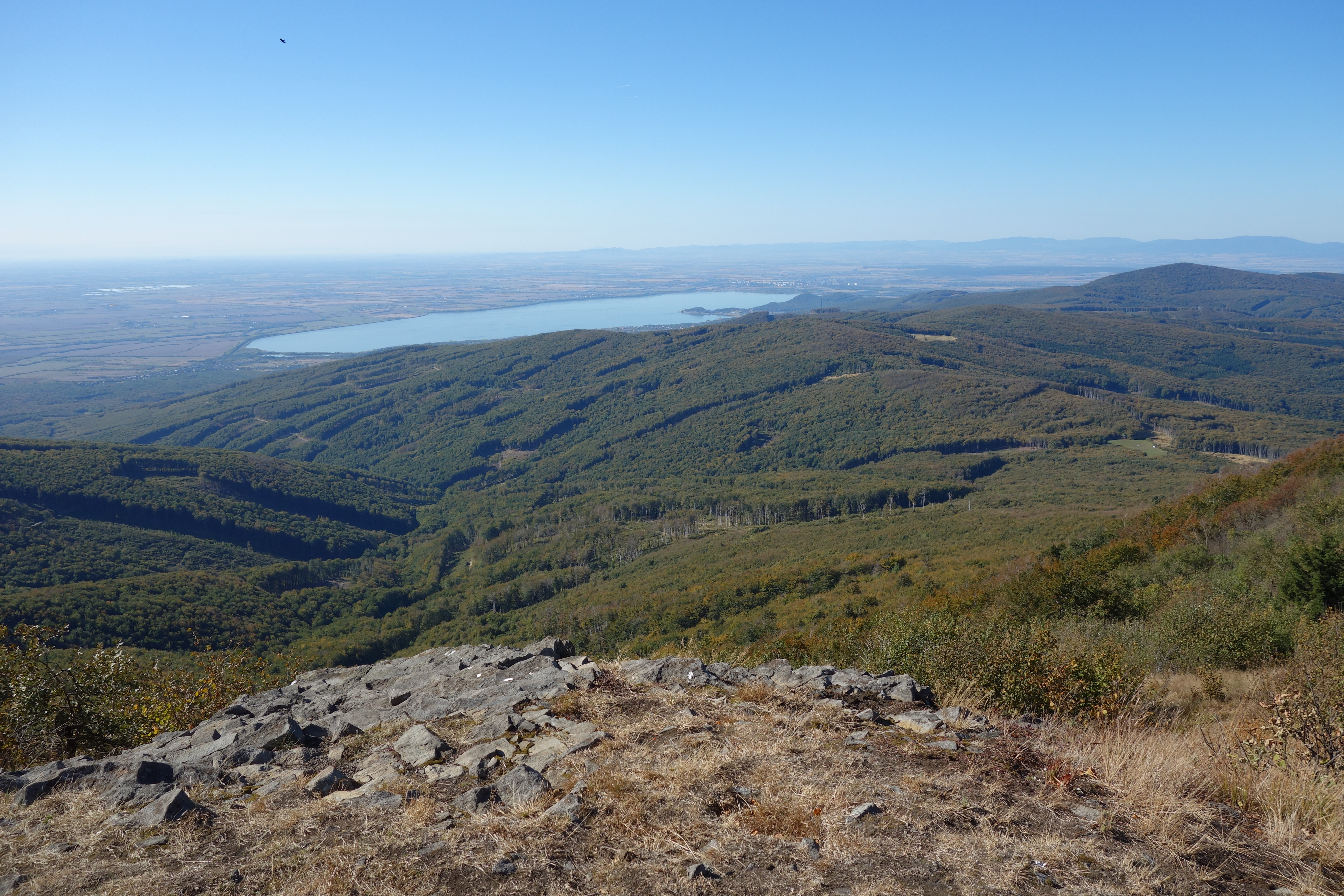
Widok na Zemplínską šíravę z Wyhorlatu

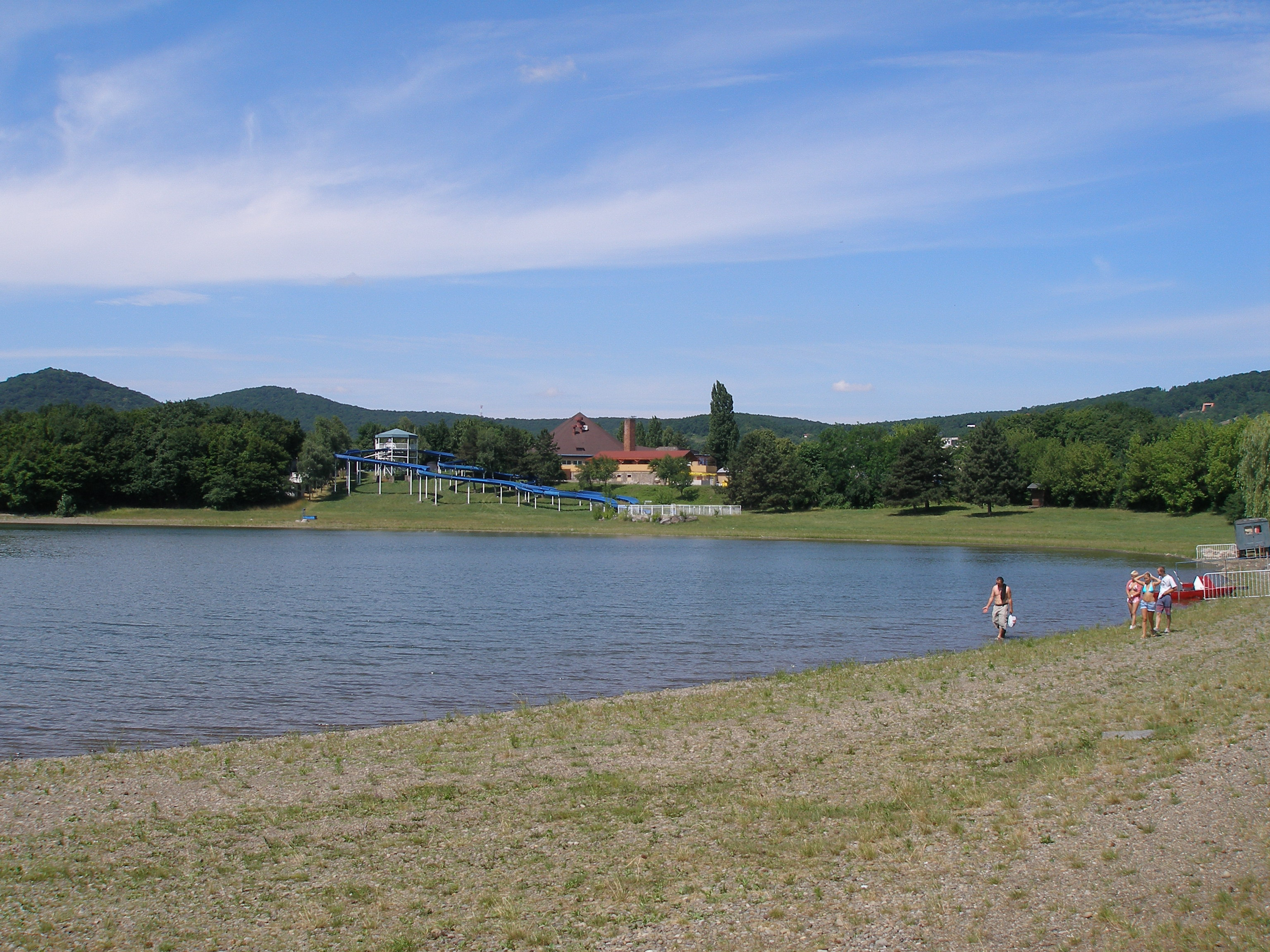
Zemplínska šírava

Zbiornik Zempliński (słow. Zemplínska šírava) – sztuczny zbiornik wodny we wschodniej Słowacji (kraj koszycki), kilka kilometrów na wschód od miasta Michalovce, na granicy Karpat (Wyhorlatu) i Kotliny Panońskiej (Niziny Wschodniosłowackiej).

## Cel budowy
Zbiornik Zempliński należy do systemu melioracyjnego północnej części Niziny Wschodniosłowackiej i wraz z nim zapewnia możliwość regulacji stosunków wodnych na znacznych obszarach o intensywnym użytkowaniu rolniczym. Zasadniczym celem jej budowy była potrzeba stabilizacji przepływu wody w płynącym kilka km na zachód od zbiornika Laborcu oraz ochrony przyległego obszaru Niziny przed powodziami. Celem dodatkowym była potrzeba zapewnienia stałego dostępu do odpowiedniej ilości wody chłodzącej dla budowanej równolegle wielkiej elektrowni cieplnej Vojany, usytuowanej w pobliżu koryta Laborca na południe od Michaloviec. Przeznaczenia rekreacyjnego początkowo w ogóle nie brano pod uwagę.

## Charakterystyka zbiornika
Zbiornik Zempliński jest drugim co do wielkości sztucznym zbiornikiem wodnym Słowacji i dwunastym – Europy. Powstał w latach 1961–1966 po wzniesieniu ziemnej zapory długości 7346 m i wysokości 6–8 (maksymalnie 12) m. Powierzchnia lustra wody w zbiorniku wynosi 32,9 km², długość zbiornika – 11 km, szerokość do 3,5 km, przeciętna głębokość – 9,5 m, maksymalna głębokość – 14,7 m, objętość – 334 mln m³.
Zbiornik zaporowy zasila głównie tzw. Šíravský kanál, doprowadzający do niego wodę z Laborca, biegnący ok. 5 km na północ od Michaloviec. Od strony północnej do zbiornika uchodzi również kilka potoków spływających z południowych stoków Wyhorlatu, z których największym jest Jovsiansky potok ze źródłami pod szczytem Wyhorlat. Odprowadzenie wody z powrotem do Laborca zapewnia tzw. Zalužický kanál, uchodzący do koryta tej rzeki na południowo-wschodnim skraju Michaloviec. Ze zbiornika (w jego południowo-wschodniej części) wypływa również potok Čierna voda, uchodzący niżej do rzeki Uż.

## Turystyka i rekreacja
Okolice Zemplínskiej Šíravy mają wyjątkowo ciepły klimat dzięki położeniu u południowych podnóży łańcucha wzgórz, z których najwyższe to Hrádok (163 m n.p.m.) i Biela hora (159 m n.p.m.). Położony kilka kilometrów na północ łańcuch Wyhorlatu osłania teren od zimnych północnych wiatrów. Nasłonecznienie sięga 2200 godzin rocznie. Wszystko to spowodowało, że tuż po zalaniu zbiornika nad jego brzegami zaczęły powstawać pierwsze ośrodki wypoczynkowe. W ciągu kilku lat na zachodnich i północnych wybrzeżach, w miejscowościach Biela hora, Hôrka, Kaluža, Kamenec, Klokočov i Paľkov, wybudowano wiele hoteli, moteli, ośrodków wypoczynkowych i kempingów, które w drugiej połowie lat 70. XX w. obsługiwały rocznie ok. jednego miliona gości. Na przełomie lat 70. i 80. powstał nowoczesny kompleks hotelowy Medvedia hora. Planowano również budowę podobnego kompleksu na południowym brzegu jeziora w pobliżu wsi Lúčky.
Załamanie koniunktury przyszło w drugiej połowie lat 80. na skutek znacznego zanieczyszczenia wód Laborca i samego zbiornika chemikaliami (polichlorowane bifenyle) z zakładów chemicznych w Strážskem. Dopełniły je zmiany własnościowe jakie zaszły wśród gestorów obiektów turystycznych i rekreacyjnych po transformacji 1989 r. W rezultacie wiele obiektów zamknięto i popadły one w ruinę, a w pierwszej dekadzie XXI w. liczba gości nie przekraczała 200 tys. rocznie. Dopiero od 2013 r. woda w zbiorniku znów została uznana za zdatną do kąpieli.
Na zbiorniku od 2004, czyli przyjęcia unijnej dyrektywy kąpieliskowej, funkcjonują następujące kąpieliska zgodne z tą dyrektywą: Biela Hora, Hôrka, Medvedia Hora, Kamenec, Paľkov. Jakość wody w większości z nich w okresie 2004–2018 była sklasyfikowana jako doskonała, kilka razy jako dostateczna lub dobra, a raz – w Hôrce w 2005 – jako niedostateczna.

## Ochrona przyrody
Wschodnia część zbiornika zarasta trzciną. Zajmuje ją utworzony w 1983 rezerwat ptactwa wodnego „Zemplínska Šírava” (622 ha).